# Радогостье
Радогостье — одна из исторических областей Залесской Руси, в настоящее время в административно-территориальном делении Радогостье входит в состав Владимирской и Московской областей. Географически — этот древний этно-культурный регион находится в междуречье Волги и Клязьмы (левого притока Оки). Радогостье находится между водоразделом Радонежья и Клязьмой, примыкая с севера к реке Клязьма. Кольцо Радогостья образуется междуречьем двух притоков Клязьмы — Киржача и Вольги. Один из притоков Киржача Шередарь в верховьях кольца практически сливается с Вольгой, поскольку его притоки берут начало в тех же самых озёрах и болотцах, из которых берут начало ручьи, текущие в Вольгу. Расходясь в разные стороны, как два противоположно направленных полумесяца Вольга и Шередарь, а затем и Киржач впадая в Клязьму, как бы прогибают её вниз на юг, вынуждая её принять форму третьей части кольца.
Самый крупный населенный пункт в пределах кольца Радогостья — город Покров.